# Mare de Déu de l'Esperança de l'Hospital

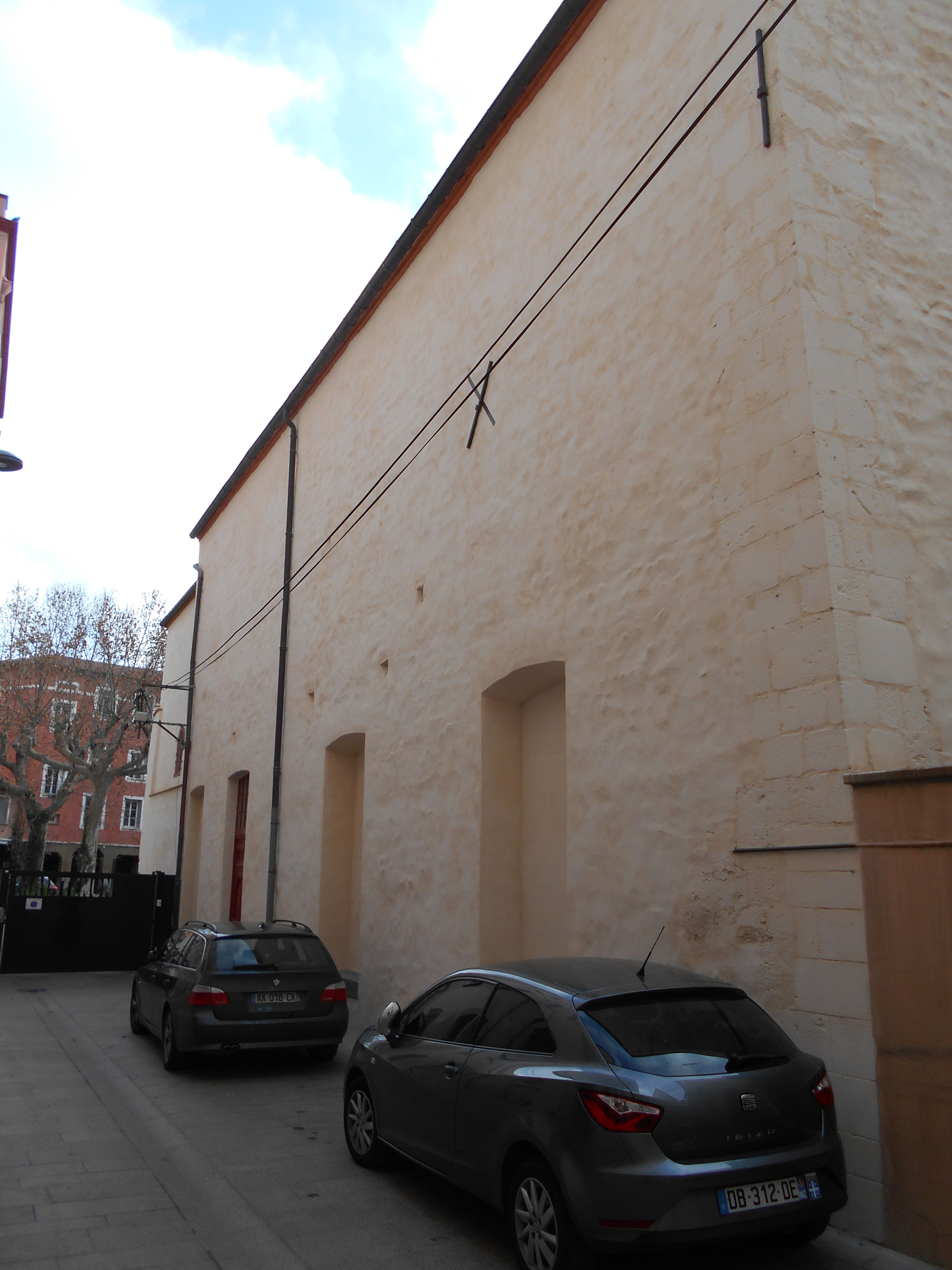
Façana septentrional de la capella

La Mare de Déu de l'Esperança de l'Hospital és la Capella de l'antic Hospital de Sant Joan, de la ciutat de Perpinyà, a la comarca del Rosselló, de la Catalunya del Nord.
Està situada a la seu de l'antic hospital de Sant Joan, a la Cité Bartissol, a tocar de la catedral de Sant Joan, al seu costat nord-oest.
El conjunt de l'edifici actual engloba en la seva part inferior i meridional la capella romànica de Sant Joan el Vell. L'absis és dins del recinte del Cours Maintenon.